# Техомір
Техомір (рум. Tehomir) — село у повіті Горж в Румунії. Входить до складу комуни Слівілешть.
Село розташоване на відстані 242 км на захід від Бухареста, 29 км на південний захід від Тиргу-Жіу, 79 км на північний захід від Крайови.

## Населення
За даними перепису населення 2002 року у селі проживали 457 осіб, усі — румуни. Усі жителі села рідною мовою назвали румунську.